# Koixis

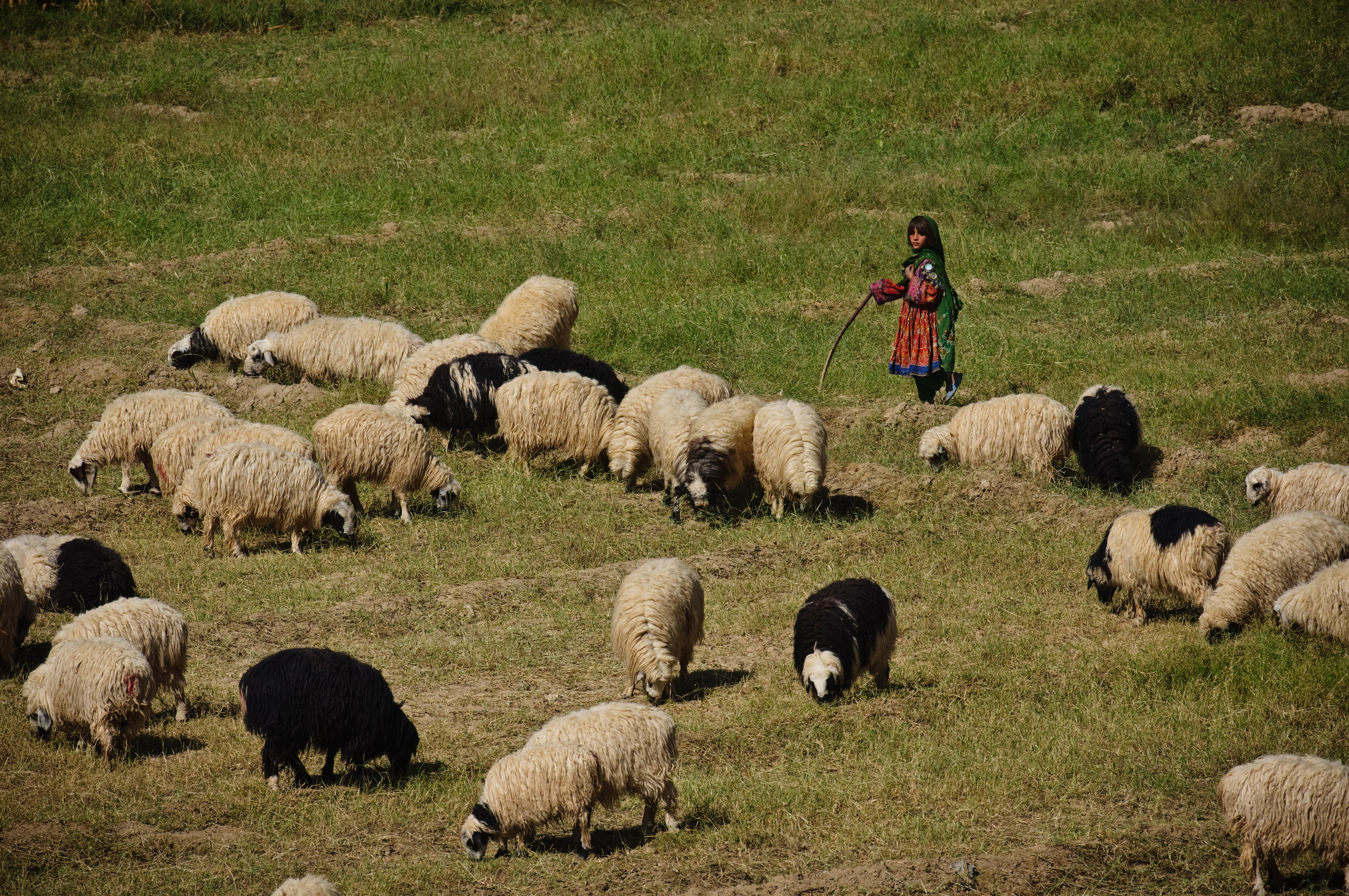
Una noia koixi al sud de l'Afganistan amb les seves ovelles

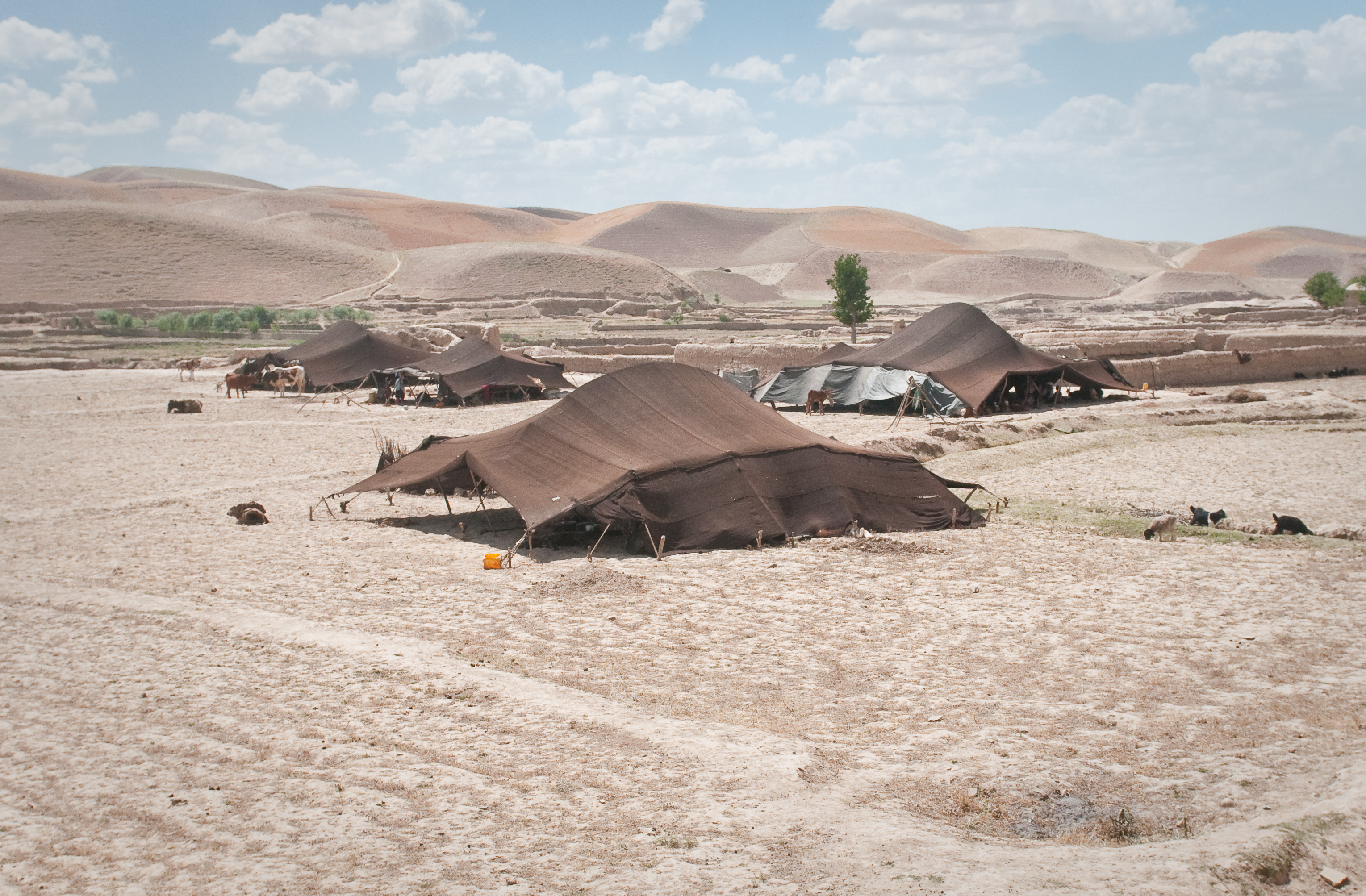
Tendes de campanya de nòmades koixi a la província de Badghis, a l'Afganistan

Els koixis o kuixis (paixtu: کوچۍ kuchis, mot que en darrera instància es remunta a l'arrel turca "KOC" - "migrar") són pastors nòmades que pertanyen principalment als paixtus ghilji. A les regions de sud, oest i nord de l'Afganistan, hom també els coneix de vegades com a Maldar (paixtu: مالدار Maldar, "propietari d'un ramat"). Algunes de les tribus koixi ghilji més notables inclouen la kharoti, niazi, andar, akakhel i nasar ahmadzai. En llengua paixtu, els termes són کوچۍ Kochai (singular) i کوچیان Kochian (plural). En llengua persa, کوچی "Kochi" i "Kochiha" són les formes singular i plural (respectivament).

## Descripció
L'Estimació nacional multisectorial de koixis del 2004 va estimar que hi ha uns 2,4 milions de koixis a l'Afganistan, a banda d'uns 1,5 milions (60%) que són totalment nòmades; més de 100.000 han estat desplaçats a causa de desastres naturals com ara les inundacions i la sequera dels darrers anys.
Els nòmades i semi-nòmades, generalment anomenats Kuchi a l'Afganistan, tenen principalment ovelles i cabres. Els productes dels animals (carn, productes lactis, pelatge i llana) s'intercanvien o es venen per comprar gra, verdures, fruites i d'altres productes de la vida sedentària. Així, s'ha desenvolupat una xarxa extensa d'intercanvi al llarg de les principals rutes que segueixen anualment els nòmades. El comerciant Powindah (Ghilji) [o Ghilzai] paixtu es desplaçava anualment des de les muntanyes de l'Afganistan fins a la vall de l'Indus. Aquestes migracions de llarga distància van cessar a la primeria de la dècada de 1960 quan es va tancar la frontera entre l'Afganistan i el Pakistan, però molts kuixis encara la poden travessar, ja que els funcionaris fronterers reconeixen les migracions de kuixis que s'esdevenen de manera estacional i en permeten l'accés fins i tot en moments de turbulències polítiques. En les darreres dècades han continuat les migracions a l'Afganistan, tot i que sovint s'hi empren camions per transportar bestiar i família d'un lloc a un altre.

## Història
Plantilla:History of Afghanistan
Històricament, els koixis es van mantenir al marge de la política, perquè són nòmades, però, segons la constitució de l'Afganistan, hom els va atorgar deu escons al parlament. A la Constitució de l'Afganistan (article 14), s'hi estableixen disposicions destinades a millorar el benestar dels koixis, incloent-hi disposicions sobre habitatge, representació i educació. Segons l'Alta Comissió de les Nacions Unides per als Refugiats, abans dels 30 anys de guerra els koixis posseïen el 30% de les cabres i ovelles del país i la majoria dels camells, i eren els responsables principals del proveïment d'animals sacrificats, llana, ghee i quroot a l'economia nacional.

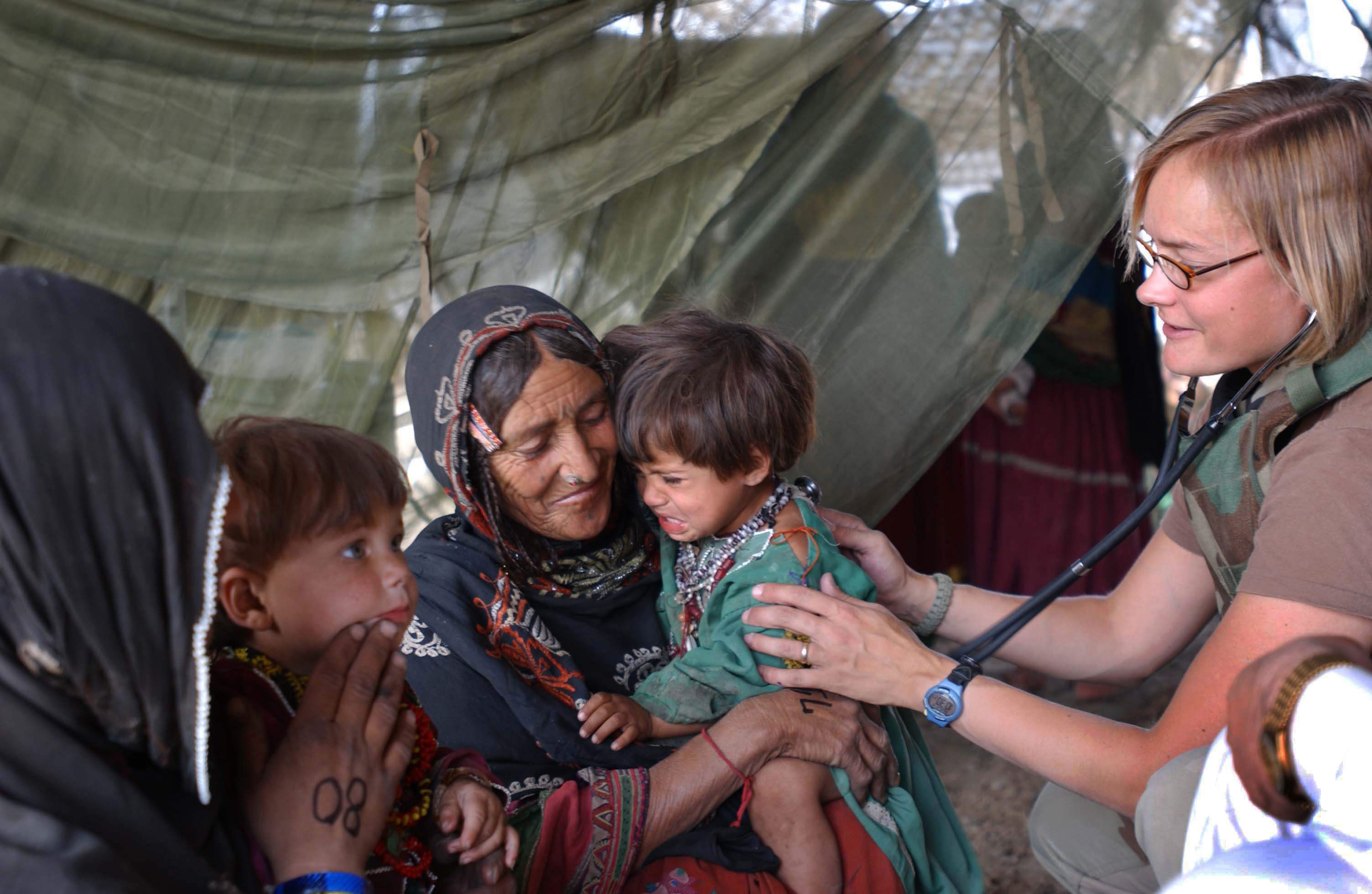
Un metge de l'exèrcit dels Estats Units vaccina nens koixi, Gardez, 2003.

Els reis de l'Afganistan, que eren ells mateixos paixtus ètnics, van afavorir els koixis d'ençà de la fi de la dècada de 1880. Als koixis, hom els va atorgar el "firman", o proclamacions reials, les quals els permetien d'emprar zones de pastura estivals arreu de l'Afganistan, incloent-hi les contrades del nord del país. Durant l'era talibana, els koixis van donar suport als talibans i al seu líder Mohammed Omar. En conseqüència, els grups ètnics del nord (hazara, tadjiks, uzbeks i turcmans) tradicionalment s'han malfiat dels koixi. Aquests recels polítics han anat augmentant al llarg de les dècades de transhumància dels koixis, durant les quals alguns koixis van esdevenir propietaris absents de les seves terres d'estiu del nord, mitjançant procediments de confiscació habituals que els van permetre d'annexionar-se terra dels deutors. Tanmateix, els koixis mateixos veuen els grups minoritaris del nord com una raça no afganesa i afirmen que els koixis eren nadius de la regió nord-afganesa i que, durant molts anys d'invasions com ara Gengis Khan i Timur, van escapar cap al sud.
Els koixis han estat identificats per la Missió d'Assistència de les Nacions Unides a l'Afganistan com una de les poblacions vulnerables més nombroses del país. A mesura que la població de l'Afganistan ha anat creixent, han sorgit reivindicacions oposades en relació amb les terres de pastura estivals, tant per al conreu de secà com per al pasturatge del bestiar de les comunitats assentades, les quals han atiat el conflicte sobre les terres del centre i nord de l'Afganistan. El pagament d'impostos per cada animal que travessa una propietat d'altri suposa un cost econòmic considerable per a la forma de vida dels koixis, que ja han de lluitar amb sequeres recurrents, com més va més freqüents. També hi ha comunitats koixis d'origen paixtu en d'altres llocs del món, incloent-hi el Carib, l'Àfrica i Europa. Al Pakistan, alguns koixis es mouen per la zona de Karachi, al Sindh.

## Els koixis entre els talibans
Segons un cable classificat enviat per l'ambaixador dels Estats Units a l'Afganistan, Karl Eikenberry, i revelat per WikiLeaks, Abdul Wahab Sulemankheil, director general de la Direcció independent de koixis, va declarar que més de la meitat dels talibans són koixis, xifra que Eikenberry posa en dubte:
| « | The DG noted the Kuchis have always played an important role in Afghan society, both in living the traditional nomadic lifestyle of the ancient Afghans, and in their involvement in the wars and revolutions that have torn Afghanistan apart. The Kuchis continue to play such a role now. Opponents of the various Afghan governments have historically manipulated and played on Kuchi dissatisfaction to incite revolution and fuel opposition to foreign involvement in Afghanistan. The DG said the Taliban have gained Kuchi support by manipulating Kuchi dissatisfaction with the government. The DG estimated that over 1/2 of Taliban are Kuchis, who had been easily persuaded to side with the Taliban out of ignorance. For example, in his home province of Paktika, the majority of Taliban commanders are Kuchis. (Comment: The Other Government Agency office estimates Kuchis comprise only a single-digit percentage of the Taliban. The DG may be inflating the participation of the Kuchis in the Taliban movement to ensure Kuchi interests are considered in any peace-promotion efforts. | » |

## Galeria

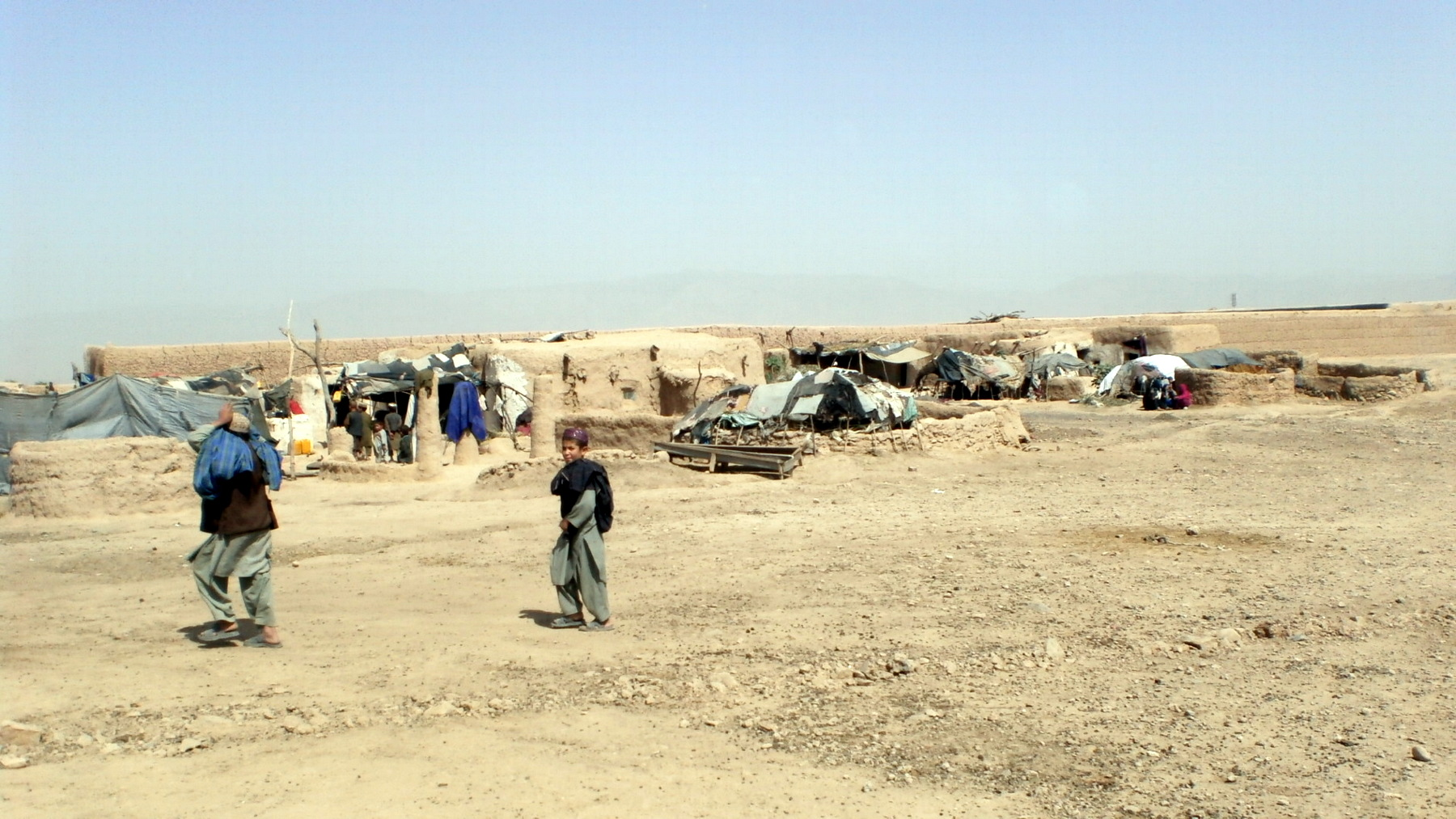
Kochis a prop de Tarinkot , província d'Urozgan, a l'Afganistan
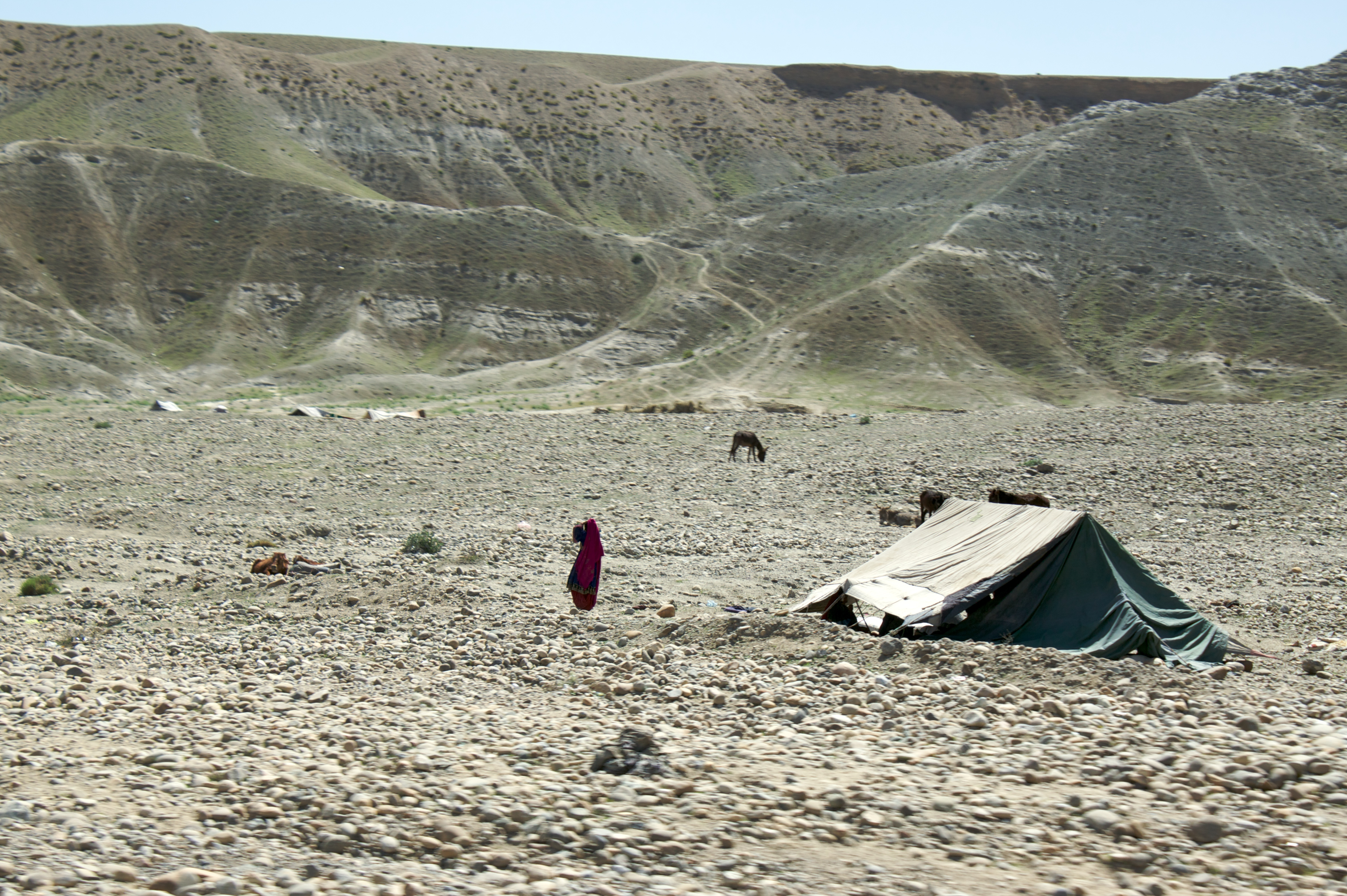
Tenda de campanya de Kochi a prop de la carretera de Kabul-Jalalabad
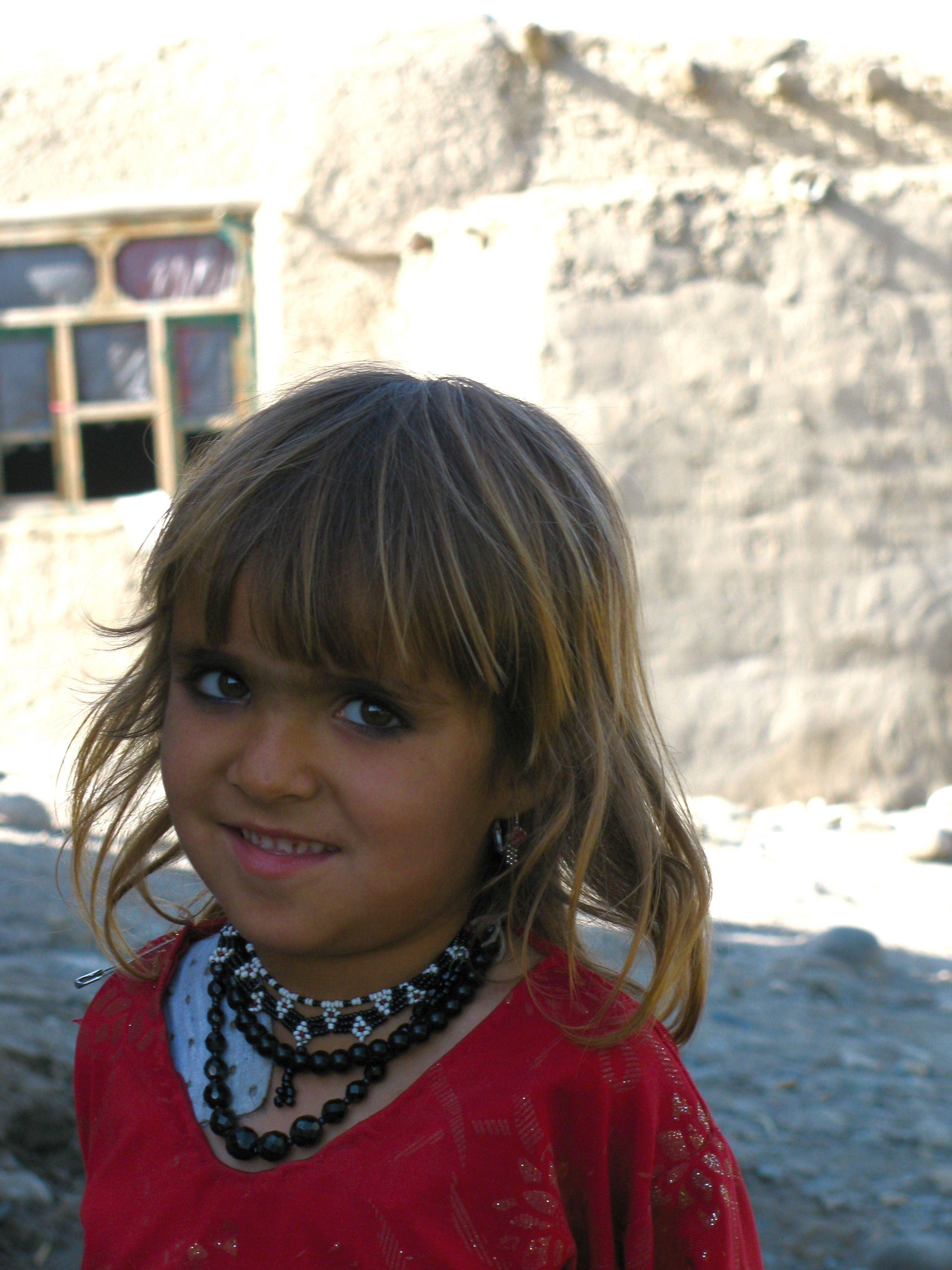
Un jove Kochi noia